# Station Zduńska Wola Karsznice
Station Zduńska Wola Karsznice is een spoorwegstation in de Poolse plaats Zduńska Wola.